# Zehnkampf – Festival Des Politischen Liedes 1970–1980
Zehnkampf – Festival Des Politischen Liedes 1970–1980 ist eine 1980 erschienene Kompilation, die die Auftritte verschiedener Künstler auf dem Festival des politischen Liedes zwischen 1970 und 1980 wiedergibt. Auf dem Album sind Auftritte aus den ersten zehn Jahren des von der FDJ in Ost-Berlin organisierten Festivals aufgezeichnet. 
Die Erste Seite enthält vor allem spanischsprachige Künstler, Inti-Illimani und Quilapayún spielen die beiden wichtigen Hymnen der südamerikanischen Sozialisten Venceremos und El pueblo unido. Das einzige Lied auf Portugiesisch ist Poder Popular von Santocas.
Die B-Seite beginnt mit einem Ausschnitt aus Mikis Theodorakis’ Canto General, in dem er Teile von Pablo Nerudas Gedichtzyklus vertonte. 
Demgegenüber ist die zweite Platte stärker den (west)deutschen und europäischen Künstlern wie Franz Josef Degenhart, Floh de Cologne oder Bots gewidmet, wobei auch äthiopische oder vietnamesische Musiker zu hören sind. Schließlich schließt die Doppel-LP mit dem Lied Wir sind überall vom Oktoberklub, das als eine Hymne und als Manifest der Sänger und des Festivals stehen soll. 

## Titelliste
| Nr.          | Titel                                                | Interpret                  | Länge |
| ------------ | ---------------------------------------------------- | -------------------------- | ----- |
| 1.           | Venceremos (1973)                                    | Inti-Illimani              | 2:33  |
| 2.           | A desalambrar (1974)                                 | Daniel Viglietti           | 2:09  |
| 3.           | Marinero der Rückkehr («Marinera del regreso», 1980) | Isabel Parra y Ángel Parra | 3:45  |
| 4.           | Fusil contra fusil (1972)                            | Silvio Rodríguez           | 2:44  |
| 5.           | La consigna (1979)                                   | Carlos Mejía Godoy         | 4:10  |
| 6.           | Canción de la unidad latinoamericana (1977)          | Manguaré                   | 3:54  |
| 7.           | Poder popular (1976)                                 | Santocas                   | 1:27  |
| 8.           | El pueblo unido (1978)                               | Quilapayún                 | 3:24  |
| Gesamtlänge: | Gesamtlänge:                                         | Gesamtlänge:               | 24:06 |

| Nr.          | Titel                             | Interpret                                                              | Länge |
| ------------ | --------------------------------- | ---------------------------------------------------------------------- | ----- |
| 1.           | Algunas bestias (1980)            | Rundfunkchor Berlin, und Maria Farantouri (Dirigent Mikis Theodorakis) | 3:44  |
| 2.           | L'apprendista (1979)              | Macchina Macheronica                                                   | 5:38  |
| 3.           | Regine (1979)                     | Schicht                                                                | 2:53  |
| 4.           | Baikal-Amur-Magistrale (1975)     | Lingua                                                                 | 2:02  |
| 5.           | Swiecie Nasz (unsere Welt) (1972) | Marek Grechuta und Anawa                                               | 6:07  |
| 6.           | Fahnenlied (1976)                 | Jahrgang '49                                                           | 3:00  |
| Gesamtlänge: | Gesamtlänge:                      | Gesamtlänge:                                                           | 23:24 |

| Nr.          | Titel                                          | Interpret               | Länge |
| ------------ | ---------------------------------------------- | ----------------------- | ----- |
| 1.           | Ich kenne ein Land (1979)                      | Floh de Cologne         | 3:18  |
| 2.           | Ballade von Hans Dickhoff (1972)               | Dieter Süverkrüp        | 4:54  |
| 3.           | Kenen joukoissa seisot (1972)                  | Agit-Prop y KOM-Theater | 2:32  |
| 4.           | Mexico '68 (1971)                              | Francesca Soleville     | 3:18  |
| 5.           | Der lange Weg (1977)                           | Bots                    | 4:11  |
| 6.           | Kommt an den Tisch unter Pflaumenbäumen (1977) | Franz Josef Degenhart   | 4:34  |
| 7.           | The Winds are Singing Freedom (1974)           | The Sands Family        | 4:16  |
| Gesamtlänge: | Gesamtlänge:                                   | Gesamtlänge:            | 27:03 |

| Nr.          | Titel                                     | Interpret                                                 | Länge |
| ------------ | ----------------------------------------- | --------------------------------------------------------- | ----- |
| 1.           | Grândola, villa morena (1975)             | José Afonso                                               | 2:37  |
| 2.           | Ich grüsse die Revolutionäre (1977)       | Gruppe der Palästinensischen Befreiungsorganisation (PLO) | 3:03  |
| 3.           | Afrika (1977)                             | Miriam Makeba                                             | 6:50  |
| 4.           | Revolutionäres Heimatland oder Tod (1979) | Gruppe Revolutionäres Lied                                | 3:22  |
| 5.           | The Strangest Dream (1980)                | Perry Friedman                                            | 3:27  |
| 6.           | Vietnam Ho Chi Minh (1977)                | Singegruppe Hanoi                                         | 2:12  |
| 7.           | Mein Erde blühe (1980)                    | Larissa Kandalowa                                         | 3:14  |
| 8.           | Wir sind überall (1973)                   | Oktoberklub                                               | 2:57  |
| Gesamtlänge: | Gesamtlänge:                              | Gesamtlänge:                                              | 27:42 |